# J. Pat O’Malley
J. Pat O’Malley (* 15. März 1904 in Burnley, England als James Rudolph O’Malley; † 27. Februar 1985 in San Juan Capistrano, Kalifornien, USA) war ein britisch-irischer Schauspieler, dessen Karriere bei Theater, Film und Fernsehen sich vorrangig in den Vereinigten Staaten abspielte.

## Leben
O’Malley wurde als Sohn einer irischen Familie in der englischen Grafschaft Lancashire geboren. Er begann seine Showkarriere in den 1920ern als Sänger und Schauspieler auf britischen Vaudeville-Bühnen. Er trat häufiger mit dem Orchester von Jack Hylton auf und nahm zahlreiche Schallplatten auf, beispielsweise mit Hyltons Orchester das zu seiner Zeit populäre Lied Amy, Wonderful Amy (1930) über die britische Flugpionierin Amy Johnson. Mitte der 1930er-Jahre wanderte er dauerhaft in die Vereinigten Staaten aus. Ab 1940 übernahm er erste Filmrollen, die allerdings meistens eher klein ausfielen. 1944 machte er sein Debüt am Broadway, wo er in den folgenden Jahren unter anderem als William Blore in Agatha Christies Ten Little Indians und als Inspektor Hubbard in Dial M for Murder zu sehen war.
Ende der 1940er-Jahre begann O’Malley eine langjährige Zusammenarbeit mit der Walt Disney Company. Er übernahm Sprechrollen in bekannten Disney-Zeichentrickfilmen wie Alice im Wunderland (1951), 101 Dalmatiner (1961) und Das Dschungelbuch (1967). So sprach er in der englischen Originalfassung von Das Dschungelbuch die Figuren Colonel Hathi und Buzzy. Beim Disney-Spielfilm Mary Poppins lieh er mehreren der animierten Figuren seine Stimme (darunter dem Straßenhändler in der Supercalifragilisticexpialigetisch-Sequenz) und unterrichtete den amerikanischen Hauptdarsteller Dick Van Dyke darin, in der Rolle seiner Figur Bert einen britischen Cockney-Akzent zu sprechen. Van Dyke berichtete später, dass sein Cockney-Akzent oft für unglaubwürdig befunden wurde, und erklärte es damit, dass Disney ihm mit O’Malley einen Iren als Lehrer vorbeigeschickt habe. O’Malley wirkte auch an mehreren Disney-Fernsehserien mit, so in einer festen Rollen als Butler Perkins in der Kinderserie Spin and Marty (1955–1957).
O’Malley trat ab den 1950er-Jahren in zahlreichen Serien auf, darunter Serienklassiker wie Twilight Zone, Rauchende Colts, Perry Mason, Bonanza, Batman, Detektiv Rockford – Anruf genügt und Quincy. In der ersten Staffel der erfolgreichen Sitcom Mein Onkel vom Mars hatte er eine wiederkehrende Nebenrolle als Mr. Burns, der Vorgesetzte von Bill Bixbys Hauptfigur. Im Vergleich zu seinen zahlreichen Fernsehauftritten blieb seine Karriere beim Spielfilm eher zweitrangig: seine Rollen in Spielfilmen wie Zeugin der Anklage (1957), Der lange heiße Sommer (1958) und Hello, Dolly! (1969) fielen meistens eher klein aus. O’Malleys Schauspielkarriere endete 1982 mit Gastauftritten in den Serien Fantasy Island und Taxi. Sein filmisches Schaffen umfasst insgesamt mehr als 240 Film- und Fernsehproduktionen. 
Mit seiner Ehefrau Fay M. O’Malley war er von 1936 bis zu seinem Tod verheiratet, das Paar hatte zwei Kinder. O’Malley starb im Februar 1985 im Alter von 80 Jahren an einem Herzleiden im kalifornischen San Juan Capistrano.

## Filmografie (Auswahl)

### Kino
- 1940: Überfall auf die Olive Branch (Captain Caution)
- 1943: Heimweh (Lassie Come Home)
- 1944: The White Cliffs of Dover
- 1949: Das Erlebnis von Taddäus Kröte (Wind in the Willows, Sprechrolle)
- 1949: Die Abenteuer von Ichabod und Taddäus Kröte (The Adventures of Ichabod and Mr. Toad, Sprechrolle)
- 1951: Alice im Wunderland (Alice in Wonderland, Sprechrolle)
- 1956: Die erste Kugel trifft (The Fastest Gun Alive)
- 1957: Am Rande der Straße (Four Boys and a Gun)
- 1957: Zeugin der Anklage (Witness for the Prosecution)
- 1958: Der lange heiße Sommer (The Long, Hot Summer)
- 1960: Goliath II (Kurzfilm, Sprechrolle)
- 1961: 101 Dalmatiner (One Hundred and One Dalmatians, Sprechrolle)
- 1961: Planskizze Boston-Bank (Blueprint for Robbery)
- 1962: Das Kabinett des Dr. Caligari (The Cabinet of Caligari)
- 1962: Der Pauker kann’s nicht lassen (Son of Flubber)
- 1964: Yogi Bärs Abenteuer (Hey There, It’s Yogi Bear!, Sprechrolle)
- 1964: Madame P. und ihre Mädchen (A House Is Not a Home)
- 1964: Mary Poppins (Sprechrolle)
- 1964: Aufstand in Arizona (Apache Rifles)
- 1967: Das Dschungelbuch (The Jungle Book, Sprechrolle)
- 1968: Star!
- 1969: Hello, Dolly!
- 1970: Geschossen wird ab Mitternacht (The Cheyenne Social Club)
- 1971: Willard
- 1971: Zwei Galgenvögel (Skin Game)
- 1973: Robin Hood (Sprechrolle)
- 1976: Die verrückteste Rallye der Welt (The Gumball Rally)
- 1980: Cheaper to Keep Her

### Fernsehen
- 1950–1953: The Philco Television Playhouse (5 Folgen)
- 1951–1957: Robert Montgomery Presents (9 Folgen)
- 1951–1958: Kraft Television Theatre (13 Folgen)
- 1954–1961: Lassie (3 Folgen)
- 1955: Alice in Wonderland (Fernsehfilm)
- 1955: The Adventures of Spin and Marty (20 Folgen)
- 1955–1957: Mickey Mouse Club (The Mickey Mouse Club, 18 Folgen)
- 1958/1959: Maverick (2 Folgen)
- 1958–1960: Abenteuer im wilden Westen (Zane Grey Theater, 3 Folgen)
- 1958–1961: Peter Gunn (3 Folgen)
- 1958–1973: Rauchende Colts (Gunsmoke, 5 Folgen)
- 1959: Alfred Hitchcock Presents (Folge 4x33)
- 1959: Mickey Spillane’s Mike Hammer (Folge 2x25)
- 1959–1960: Black Saddle (7 Folgen)
- 1959–1960: The Rebel (3 Folgen)
- 1959/1960: Have Gun – Will Travel (2 Folgen)
- 1959–1961: Walt Disneys bunte Welt (Walt Disney's Wonderful World of Color, 7 Folgen)
- 1959–1963: The Real McCoys (4 Folgen)
- 1959–1963: Tausend Meilen Staub (Rawhide, 4 Folgen)
- 1960: Die Unbestechlichen (The Untouchables, Folge 1x25)
- 1960: Kein Fall für FBI (The Detectives, Folge 1x27)
- 1960/1961: Perry Mason (2 Folgen)
- 1960–1964: Twilight Zone (The Twilight Zone, 4 Folgen)
- 1960–1968: Im Wilden Westen (Death Valley Days, 5 Folgen)
- 1961: Preston & Preston (The Defenders, Folge 1x03)
- 1961–1971: Bonanza (3 Folgen)
- 1962/1964: The Dick Van Dyke Show (2 Folgen)
- 1963: The Andy Griffith Show (Folge 4x09)
- 1963/1964: Meine drei Söhne (My Three Sons, 2 Folgen)
- 1963–1964: Mein Onkel vom Mars (My Favorite Martian, 8 Folgen)
- 1963–1967: Die Leute von der Shiloh Ranch (The Virginian, 3 Folgen)
- 1963–1967: Auf der Flucht (The Fugitive, 3 Folgen)
- 1964–1965: Wendy and Me (34 Folgen)
- 1965: Amos Burke (Burke’s Law, Folge 3x07)
- 1965: Geächtet (Branded, 2 Folgen)
- 1965: Privatdetektivin Honey West (Honey West, Folge 1x10)
- 1965/1967: Big Valley (The Big Valley, 2 Folgen)
- 1966: Laredo (Folge 1x20)
- 1966: Unser trautes Heim (Please Don’t Eat the Daisies, 2 Folgen)
- 1966: Verliebt in eine Hexe (Bewitched, Fernsehserie, Folge 3x12)
- 1966: Solo für O.N.C.E.L. (The Man from U.N.C.L.E., 2 Folgen)
- 1966/1967: Ein Käfig voller Helden (Hogan’s Heroes, 2 Folgen)
- 1966–1968: Green Acres (4 Folgen)
- 1967: Batman (2 Folgen)
- 1967: Süß, aber ein bißchen verrückt (That Girl, Folge 1x21)
- 1968: Verrückter wilder Westen (The Wild Wild West, Folge 3x24)
- 1968: Ihr Auftritt, Al Mundy (It Takes a Thief, Folge 1x15)
- 1968/1969: Bezaubernde Jeannie (I Dream of Jeannie, 2 Folgen)
- 1969: The Beverly Hillbillies (Folge 7x15)
- 1969: Daniel Boone (Folge 5x15)
- 1969: Drei Mädchen und drei Jungen (The Brady Bunch, Folge 1x01)
- 1969: Der Geist und Mrs. Muir (The Ghost & Mrs. Muir, 2 Folgen)
- 1970: Nanny und der Professor (Nanny and the Professor, Folge 1x08)
- 1970–1971: Adam-12 (3 Folgen)
- 1971–1972: Mannix (3 Folgen)
- 1972: Banacek (Folge 1x00)
- 1972: Der Chef (Ironside, Folge 6x08)
- 1972–1975: Notruf California (Emergency!, 3 Folgen)
- 1975–1977: Maude (10 Folgen)
- 1975–1981: Barney Miller (3 Folgen)
- 1976: Harry O (Folge 2x14)
- 1977: Baretta (Folge 4x06)
- 1977: Die Zwei mit dem Dreh (Switch, Folge 3x06)
- 1977: Detektiv Rockford – Anruf genügt (The Rockford Files, Folge 4x13)
- 1978: Quincy (Quincy, M.E., Folge 3x13)
- 1978: Soap – Trautes Heim (Soap, Folge 2x04)
- 1979: Lou Grant (Folge 2x15)
- 1979: Herzbube mit zwei Damen (Three’s Company, Folge 4x07)
- 1979: Mavericks großes Spiel (Young Maverick, Folge 1x02)
- 1979: Eine amerikanische Familie (Family, Folge 5x02)
- 1980: Ein Duke kommt selten allein (The Dukes of Hazzard, Folge 2x20)
- 1981/1982: Fantasy Island (2 Folgen)
- 1982: Taxi (Folge 4x23)